# Вајт Сити (Орегон)
Вајт Сити (енгл. White City) насељено је место без административног статуса у америчкој савезној држави Орегон.

## Демографија
По попису из 2010. године број становника је 7.975, што је 2.509 (45,9%) становника више него 2000. године.
| Група             | 2000.         | 2010.         |
| Белци             | 4.300 (78,7%) | 5.282 (66,2%) |
| Афроамериканци    | 10 (0,2%)     | 103 (1,3%)    |
| Азијати           | 29 (0,5%)     | 67 (0,8%)     |
| Хиспаноамериканци | 902 (16,5%)   | 2.300 (28,8%) |
| Укупно            | 5.466         | 7.975         |